# Pevnost Saganne
Pevnost Saganne (v originále Fort Saganne) je francouzský hraný film z roku 1984, který režíroval Alain Corneau podle stejnojmenného románu Louise Gardela z roku 1980. Snímek měl světovou premiéru 11. května 1984.

## Děj
Krátce před první světovou válkou důstojník venkovského původu statečně bojuje proti odbojným kmenům Sahary. Navzdory své prokázané odvaze a oddanosti je považován za povýšence, tzv. dobrá společnost jím pohrdá a odmítá ho. Je poslán do Paříže, aby podpořil žádosti o posily, ale nastávající evropský konflikt vše změní.

## Obsazení
| Gérard Depardieu    | Charles Saganne   |
| Philippe Noiret     | Dubreuilh         |
| Catherine Deneuve   | Louise Tissot     |
| Sophie Marceau      | Madeleine         |
| Michel Duchaussoy   | Baculard d'Arnaud |
| Jean-Laurent Cochet | Bertozza          |
| Robin Renucci       | Hazan             |
| Jean-Louis Richard  | Flammarin         |
| Roger Dumas         | Vulpi             |
| Hippolyte Girardot  | Courette          |
| Sophie Grimaldi     | matka Madeleine   |
| Florent Pagny       | Lucien Saganne    |
| Pierre Tornade      | Sagannův otec     |
| Said Amadis         | Amajar            |
| Salah Teskouk       | Embarek           |

## Ocenění
- César: nominace v kategoriích nejlepší herec (Gérard Depardieu), nejlepší kamera (Bruno Nuytten), nejlepší kostýmy (Rosine Delamare a Corinne Jorry), nejlepší zvuk (Pierre Gamet, Jean-Paul Loublier a Claude Villand)